# Seme (arma)
Un seme, anche simi o ol alem, è un tipo di daga usato dai popoli Masai e Kikuyu del Kenya, nell'Africa orientale. Si trattava di un'arma secondaria, cui veniva preferita la lancia.

## Descrizione
Il Seme ha una pesante lama distintiva a forma di foglia, a doppio taglio, con una punta relativamente arrotondata. L'elsa è priva di guardia e pomolo ed ha manico rivestito di pelle. La lunghezza totale è solitamente di circa 50 cm ma esistono anche esemplari più lunghi. Il fodero è generalmente realizzato in legno ricoperto di pelle grezza e tinto di rosso, con un tendine che forma un anello attraverso il quale viene fissato alla cintura del guerriero.
Le spade sono tradizionalmente realizzate da fabbri locali Masai o Kikuyu. Hanno una pronunciata cresta centrale sulla lama. Le lame importate dall'Europa sono spesso utilizzate per le spade più recenti: a differenza di quelle di fabbricazione tradizionale, queste hanno una lama piatta. Il manico rivestito in pelle è solitamente nervato sui vecchi esemplari, ma liscio sui nuovi esemplari. Le cinture delle spade tradizionali sono realizzate in pelle a coste e talvolta sono decorate con perle. Le cinture più recenti sono spesso molto più colorate. Ci sono dei passanti ad entrambe le estremità della cintura, solitamente in pelle morbida. I Moran, i guerrieri Masai, portano il Seme legato intorno alla vita.